# Anigrus fuscomaculatus
Anigrus fuscomaculatus är en insektsart som beskrevs av Melichar 1905. Anigrus fuscomaculatus ingår i släktet Anigrus och familjen Meenoplidae. Inga underarter finns listade i Catalogue of Life.